# Phascolosoma nigritorquatum
Phascolosoma nigritorquatum är en stjärnmaskart som först beskrevs av Sluiter 1881.  Phascolosoma nigritorquatum ingår i släktet Phascolosoma och familjen Phascolosomatidae. Inga underarter finns listade i Catalogue of Life.